# Ác là
Ác là, bồ các, ác xắc, hỉ thước, ác là châu Âu (danh pháp hai phần: Pica pica) là một loài chim định cư trong khu vực châu Âu, phần lớn châu Á, tây bắc châu Phi. Nó là một trong vài loài chim trong họ Quạ (Corvidae) có tên gọi chung là ác là và thuộc về nhánh phân tỏa cận Bắc cực của ác là "đơn sắc".
Cho tới trước phiên bản 8.2 thì Ủy ban điểu học Quốc tế (IOC) coi Pica pica bao gồm cả Pica asirensis, Pica mauritanica, Pica serica, Pica bottanensis nên tại Việt Nam thì Pica pica khi đó là loài duy nhất của chi Pica có mặt. Tuy nhiên, từ phiên bản 8.2 thì IOC đã tách các loài này ra khỏi Pica pica nên loài có tại Việt Nam hiện nay được liệt kê dưới danh pháp Pica serica và cụm từ "ác là" trở thành tên gọi riêng cho loài này.

## Mô tả và hệ thống hóa

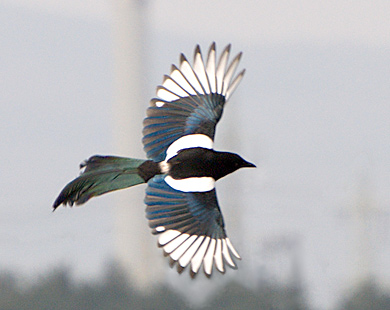
Ác là đang bay

Ác là có chiều dài khoảng 40–51 cm. Đầu, cổ và ngực màu đen bóng với ánh lục và tím kim loại, bụng và vai màu trắng; hai cánh màu đen và được làm bóng bằng màu xanh lục sẫm hay tía, các lông cánh có các tơ bên trong màu trắng, lộ rõ khi dang cánh ra. Đuôi xòe rộng dần màu đen, lốm đốm xanh lục-vàng đồng hay các màu ngũ sắc khác. Chân và mỏ màu đen.
Chim non trông tương tự như chim trưởng thành, nhưng không có độ bóng trên bộ lông màu đen than. Ác là đực lớn hơn một chút so với ác là cái.
Loài này có nhiều phân loài. Chủng ở tây bắc châu Phi khác ở chỗ có một mảng da trần xung quanh mắt và không có mảng trắng trên phao câu, chủng tây nam bán đảo Ả Rập khác ở chỗ nhỏ hơn, với bộ lông màu đen xỉn và không có các sắc thái ngũ sắc cũng như chỉ có lượng màu trắng tối thiểu tại cánh. Chủng Siberia có nhiều màu trắng trên cánh nhất và ngũ sắc xanh lục rực rỡ; chủng ở Triều Tiên có nước bóng màu tía và các cánh dài hơn nhưng đuôi lại ngắn hơn.
Phân tích các trình tự mtDNA chỉ ra rằng chủng ở Triều Tiên, P. pica serica, là rất khác biệt từ các dạng khác của loài ác là này và có thể là loài tách biệt. Ác là mỏ đen (Pica hudsonia) ở Bắc Mỹ trông gần như đồng nhất với dạng Á-Âu của ác là và trước đây được coi là đồng loài thì về mặt di truyền lại gần với ác là mỏ vàng (Pica nuttalli) hơn. Các dòng dõi chính Á-Âu của loài có sự biến đổi nhiều này vẫn chưa được lấy mẫu đầy đủ để làm sáng tỏ địa vị của các dạng đó, chẳng hạn chủng ở tây bắc châu Phi (P. p. mauritanica) và chủng ở tây nam bán đảo Ả Rập (P. p. asirensis) cũng có thể là các loài khác biệt.
Phân loài cổ lớn hơn của ác là được mô tả dưới tên khoa học Pica pica major.
Gần đây, dựa vào kết quả một số nghiên cứu phát sinh chủng loài phân tử, IOC đã công nhận các loài Pica asirensis, Pica mauritanica, Pica serica, Pica bottanensis là tách biệt với Pica pica.
Phân bố cụ thể như sau:

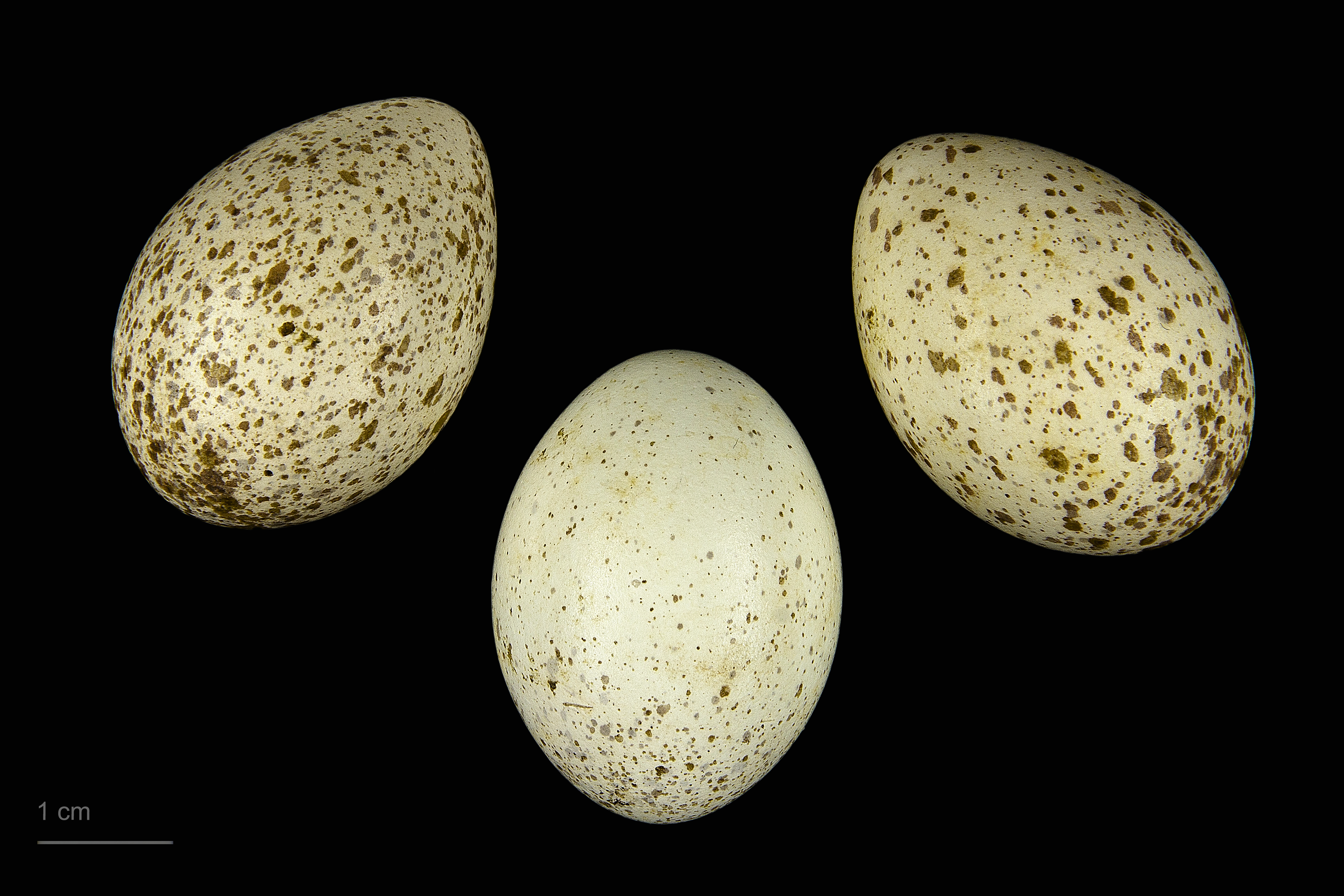
Pica pica pica

- Pica pica Linnaeus, 1758: Miền bắc đại lục Á - Âu, từ đảo Anh và tây bắc châu Âu tới đông Siberia.
  - P. p. fennorum Lönnberg, 1927: Bắc Scandinavia và tây bắc Nga.
  - P. p. pica (Linnaeus, 1758): Đảo Anh và nam Scandinavia tới Đông Âu và Tiểu Á.
  - P. p. melanotos Brehm A.E., 1857: Bán đảo Iberia.
  - P. p. bactriana Bonaparte, 1850: Trung Nga tới Iran, bắc Ấn Độ và Mông Cổ, tây + nam Siberia. Phân loài này gộp cả chủng hemileucoptera.
  - P. p. leucoptera Gould, 1862: Đông nam Siberia, Mông Cổ và đông bắc Trung Quốc.
  - P. p. camtschatica Stejneger, 1884: Bán đảo Kamchatka (đông bắc Siberia).
- Pica mauritanica Malherbe, 1845: Tây bắc châu Phi. Tách ra từ P. pica theo Lee et al. (2003) và Song et al. (2018).[2][3]
- Pica asirensis Bates, 1936: Tây nam Saudi Arabia. Tách ra từ P. pica theo Lee et al. (2003) và Song et al. (2018).[2][3]
- Pica bottanensis Delessert, 1840 Trung Bhutan, tây nam Trung Quốc. Tách ra từ P. pica theo Lee et al. (2003) và Song et al. (2018).[2][3]
- Pica serica Gould, 1845: Đông nam Nga, Myanmar tới đông Trung Quốc, Đài Loan và bắc Đông Dương. Tách ra từ P. pica theo Lee et al. (2003) và Song et al. (2018).[2][3]
  - P. s. serica Gould, 1845: Bắc Myanmar tới đông Trung Quốc, Đài Loan và bắc Đông Dương.
  - P. s. anderssoni Lönnberg, 1923: Đông nam Nga, cực đông bắc Trung Quốc và Triều Tiên.

## Sinh thái học và hành vi
Bộ lông khoang nổi bật và dài (20–30 cm), đuôi xòe dần, tiếng kêu khàn khàn và to là những đặc điểm làm chúng không thể nhầm lẫn với các loài khác. Trong các khu vực nông thôn thưa thớt cây cối, ác là thường gây chú ý do chúng thường bay theo nhóm, 1 đến ba con hoặc nhiều hơn, với chuyển động nhanh, dường như là với các cánh ngắn, bay nối tiếp nhau và kêu ríu rít khi chúng bay ngang qua. Khi chúng đậu xuống thì chiếc đuôi dài ngay lập tức dựng lên để không quét đất.
Giống như các loài chim dạng quạ khác, dáng đi thông thường của ác là là bước đi nhưng khi bị thu hút bởi thức ăn hay vật thể đặc biệt nào đó thì nó nhảy nhót nhanh sang bên với các cánh hơi dang ra. Chim ác là nổi tiếng vì cực kỳ ưa thích và tò mò đối với các vật thể sáng màu; và chính hành vi này của chúng là nguồn gốc của vở opera La gazza ladra ("Chim ác là ăn cắp").
Không có một loại thực phẩm nguồn gốc động vật nào mà chúng lại bỏ qua; từ chim non tới trứng, thú và sâu bọ nhỏ được chúng ăn ngấu nghiến, nhưng quả sồi, hạt ngũ cốc và các thức ăn thực vật khác cũng không bị chúng từ chối.
Trong khu vực nông thôn chim ác là thường ít xuất hiện do bị xua đuổi, nhưng trong các khu vực cận kề thành thị thì chúng khá phổ biến. Trên thực tế, khi không bị làm phiền thì chúng có xu hướng tranh thủ tới gần khu vực có con người thay vì lảng tránh. Ngoài ra, người ta cũng chứng kiến chúng tụ tập thành nhóm gồm 2 hay nhiều con để "khiêu khích" mèo, nghĩa là thực hiện cuộc tấn công giả vờ lên con vật, có lẽ như là phản ứng chung để chống lại mèo như là một kẻ săn mồi và trộm trứng.
Mùa đông, ác là sống thành bầy nhỏ, đi lang thang, kiếm ăn và tụ tập lại để đậu ngủ qua đêm. Chúng cũng tụ tập thành bầy lớn để tìm bạn đời trong thời gian đầu năm. Charles Darwin viết về sự tụ tập này như là "hội nghị hôn nhân".

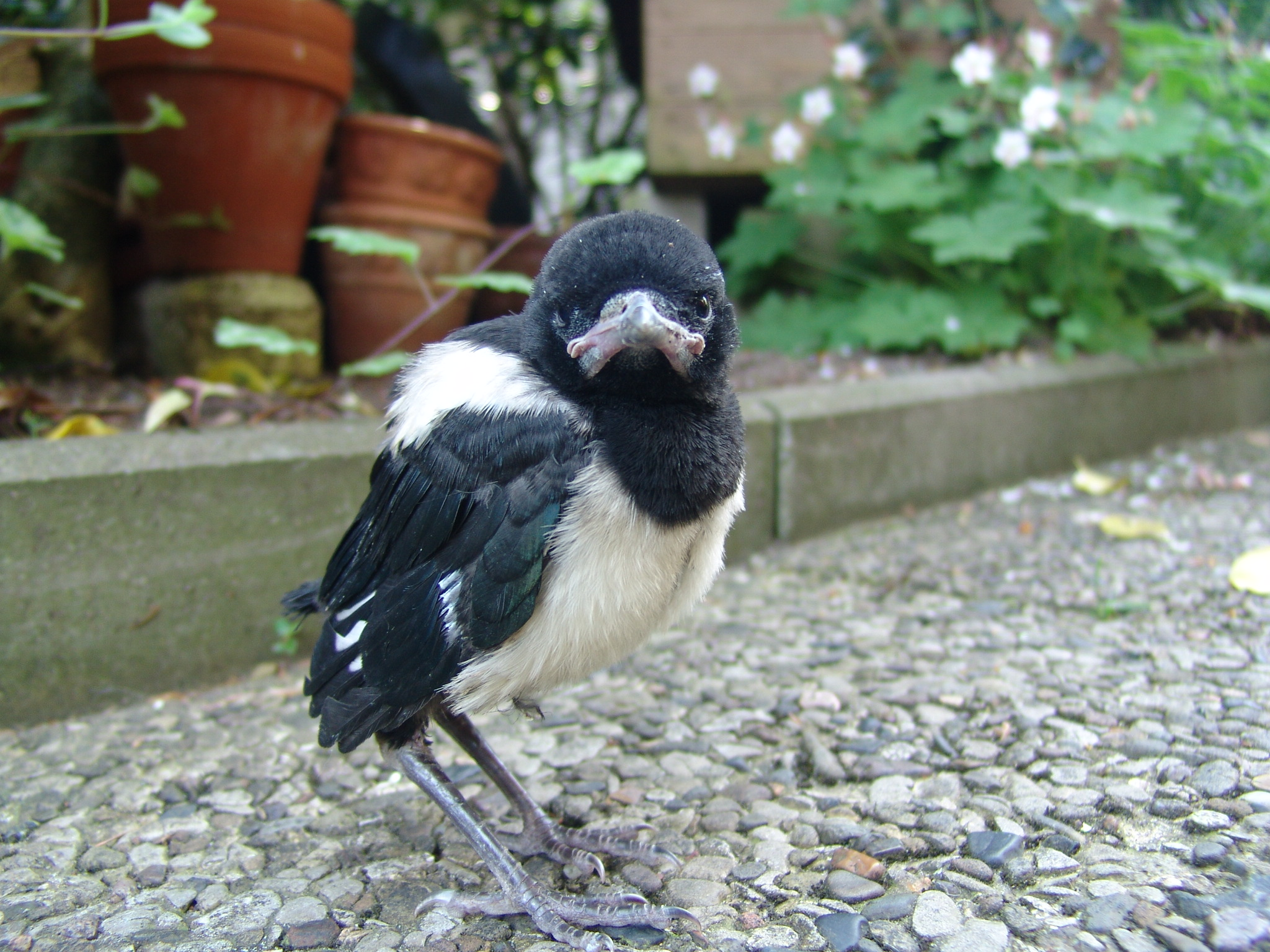
Ác là non, chưa đủ lông để bay.

Người ta cũng quan sát thấy ác là từng xua đuổi và hạ những con chim biết hót nhỏ khác khi đang bay, một hành vi chỉ thấy ở các loài chim săn mồi.

### Sinh sản
Ác là là loài chim chiếm cứ lãnh thổ và chúng sống trong lãnh thổ đó quanh năm, thậm chí cả trong vùng phân bố phía bắc của loài này. Các cặp ác là kết đôi theo chế độ một vợ một chồng và sống cùng nhau trong suốt cuộc đời nhưng nếu một trong hai con bị chết thì con kia sẽ tìm kiếm bạn tình mới trong số những con chim một tuổi.
Việc giao phối diễn ra vào mùa xuân. Để phô trương tán tỉnh, các con đực nâng lên và hạ xuống rất nhanh các lông đầu của chúng, dựng đứng, xòe và khép đuôi của chúng giống như chiếc quạt và hót bằng âm thanh mềm mại hoàn toàn khác với tiếng kêu khàn khàn thông thường của chúng. Trong khi đó các lông mềm ở hai hông được nâng lên và các lông bay chính cùng các mảng đốm trên vai được trải rộng để cho phần màu trắng dễ thấy, có lẽ để hấp dẫn và thu hút mắt của con mái. Các đường bay ngắn và săn đuổi cũng là một phần của việc ve vãn tán tỉnh.
Các cây cao được ác là chọn làm nơi làm các tổ lớn. Tổ được gắn vững chắc vào chạc cây trung tâm của các cành cao. Khung tổ bằng các que củi được gắn kết bằng đất sét và lót bằng cùng loại vật liệu được che phủ bằng các rễ mịn; phía trên các cành to mập, đầy gai, dù lỏng lẻo, thành vòm với một lối vào được che đậy kỹ. Khi lá rụng các tổ lớn này lộ rất rõ. Khi cây thưa thớt và thậm chí ngay cả khi có nhiều cây, đôi khi tổ cũng được làm trong bụi rậm hay hàng rào.
Chúng đẻ từ 5-8 trứng nhỏ (tối đa tới 10 như đã được ghi nhận); thường có màu lục-lam với các đốm xám hay nâu. Trứng đẻ trong tháng 4 và chỉ một lứa được nuôi nấng trừ khi có thảm họa xảy ra với lứa trứng ấp đầu tiên.

## Trong văn hóa
Ác là là phổ biến trong văn hóa dân gian châu Âu, với nhiều điều mê tín về nó. Nói chung, loài chim này gắn liền với bất hạnh và phiền muộn. Điều này có thể là do xu hướng đã được biết khá rõ của nó trong việc "trộm cắp" các vật thể sáng bóng, cũng như tiếng kêu khàn khàn, ríu rít của nó. Chẳng hạn tại Scotland, ác là gần cửa sổ của nhà là điềm báo trước cái chết còn trong văn hóa dân gian Đức thì ác là được nhìn nhận như là kẻ trộm.
Tuy nhiên, tại Trung Quốc, thay vì là dấu hiệu của sự không may mắn, ác là lại được coi là dấu hiệu của may mắn. Tên của nó trong tiếng Trung (喜鹊: hỉ thước) nghĩa là con chim báo điềm lành.

### Tên gọi chim khách
Từ điển Việt–Bồ–La (1651) viết "bò, chim bò các: pega: pica, æ." và "khách, chim khách: pega: pica, æ. bò các, idem." nhưng không thấy đề cập tới tên gọi "ác là" mà chỉ thấy đề cập tên gọi "ác quạ" như sau "ác quạ, cái ác: coruo: coruus, i. ác mỗ, dai ác: os coruos te comão: corui te rodant, maledictum.". Như vậy, tại thời điểm khoảng năm 1650 thì "chim khách" và "bồ các" là các tên gọi khác nhau của cùng một loài chim có tên Latinh là pica.
Đại Nam quấc âm tự vị (1895-1896) đề cập tới tên gọi "ác là" trong mục từ ác (鵶) như sau: "Loại quạ mà nhỏ con, kêu chát tiếng", "chim khách" trong mục từ khách (客) như sau: "Thứ chim đen lông đuôi dài, nhỏ con hơn con tu hú, tục hiểu là chim báo tin có khách tới, cho nên gọi là chim khách, cũng lấy tiếng nó kêu mà đặt tên" và "chim thước" trong mục từ thước (鵲) như sau: "Thước (鵲). Con ác là. Chim thước: id. Ô thước: Quạ quạ, ác là. Giá thước kiều ngưu nữ độ hà (駕鵲橋牛女渡河): Bắc cầu ô cho sao Ngưu sao Nữ qua sông giang hà. Tục nói đêm mồng bảy tháng bảy, quạ đội cầu cho hai vì sao ấy qua lại cùng nhau, lại tháng ấy quạ rụng lông đầu là tại đội cầu (coi chữ tịch)". Như vậy, ở đây "chim thước", "ô thước", "quạ quạ" và "ác là" là một và gắn với sự tích Ngưu Lang - Chức Nữ, nhưng "chim khách" thì có thể không phải là "ác là". Đại Nam quấc âm tự vị không đề cập tới tên gọi "bồ các".
Việt-Nam Tự-điển (1931) thì định nghĩa ác là, bồ các, chim khách và chim thước như sau:
- Ác là: Chim bồ các hay chim khách.[10]
- Bồ các: Một thứ chim, lông đen, có đốm trắng ở ngực.[11]
- Khách (客). Khách. Tên một loài chim, hình [giống] như chim chèo bẻo, lông đen đuôi dài. Tức là chim thước. Tục thường tin nghe tiếng chim ấy kêu là nhà có khách đến, nên gọi là chim khách.[12]
- Thước (鵲). Chim khách. Ngoài rèm thước chẳng mách tin (Chinh phụ ngâm).[13]

Như vậy, theo Việt-Nam Tự-điển của hội Khai Trí Tiến Đức thì "chim khách" và "chim thước" là một, trong khi "ác là" là "chim bồ các" hay "chim khách", nhưng không nói rõ "chim bồ các" và "chim khách" có phải là một hay không.
Danh lục chim Việt Nam (1995) và Danh lục các loài chim ở Việt Nam (2009) dùng các tên gọi ác là, ác xắc, bồ các để chỉ Pica pica, nhưng dùng tên chim khách cho loài khác. Cụ thể, tên gọi chim khách dành cho Crypsirina temia, còn tên gọi chim khách đuôi cờ cho Temnurus temnurus.